# جونثالو سوبيخانو
جونثالو سوبيخانو إستيبي (ولد في مورسيا في 10 يناير 1928 وتوفي في نيويورك في 10 أبريل 2019) كان ناقدا أدبيا وشاعرا وأستاذا جامعيا إسبانيا. قدّم إسهاما بارزا في مجال التدريس الأكاديمي في عدد من الجامعات الألمانية والأمريكية.

## السيرة الذاتية
بدأ دراسته في معهد ألفونسو العاشر الحكيم بمدينة مورسيا. وفي أواخر أربعينيات القرن الماضي، تابع دراسته الجامعية في مدريد على يد كبار الأساتذة مثل داماسو ألونسو، ورافائيل لابيسا، و مانويل مونيوث كورتيس، وهناك نال شهادة الدكتوراه. كما حصل على منحة دراسية في باريس لمتابعة دراسته في المعهد الفرنسي.
في عام 1951، انتقل إلى هايدلبرج ليبدأ مسيرته الأكاديمية المهمة، وهناك التقى بزوجته هيلجا، وهي ألمانية لعبت دورًا أساسيًا في دعمه المهني. واصل تكوينه العلمي في مدينتي ماينتس وكولونيا، ومنذ عام 1963 بدأ التدريس في الولايات المتحدة، أولًا كأستاذ مشارك في جامعة كولومبيا بنيويورك، ثم كأستاذ في جامعة بيتسبرج بولاية بنسلفانيا.
فيما بعد، شغل منصب أستاذ في جامعة بنسلفانيا بمدينة فيلادلفيا حتى عام 1986، وفي ذلك العام انتقل إلى جامعة كولومبيا في نيويورك حيث عمل أستاذًا جامعيًا (كاثيدرائيًا). كما عمل أستاذًا زائرًا في عدة مؤسسات تعليمية مرموقة مثل كوينز كوليدج، وكلية ميدلبوري، وجامعة ماريلاند، وجامعة برينستون، وجامعة بيركلي، وكذلك في أوروبا بجامعة كولونيا. حصل على عدد من المنح الأكاديمية الرفيعة في الولايات المتحدة، من بينها منحة جون سايمون جوجنهايم وجائزة ليندباك للتدريس المتميز من جامعة بنسلفانيا.
كان عضوًا في الجماعة الشعرية أثاربه، لكنه انفصل عنها مبكرًا لعدم اتفاقه مع النزعة الجمالية التي كانت تميزها. صدر أول ديوان شعري له بعنوان ظلٌّ مفعم بالشغف عام 1948، ثم نشر في عام 1951 ديوانه صدى في الفراغ، الذي كان أقرب إلى تيار الشعر المنكسر في مرحلة ما بعد الحرب، وفاز عنه في مورسيا بجائزة بولو دي مدينا.